# Corydoras amphibelus
Corydoras amphibelus är en fiskart som beskrevs av Cope 1872. Corydoras amphibelus ingår i släktet Corydoras och familjen Callichthyidae. Inga underarter finns listade i Catalogue of Life.